# Noche y día (programa de televisión)
Noche y día fue un programa de televisión estrenado por la cadena de televisión Antena 3 el 4 de marzo de 2001 y presentado por la periodista Isabel Gemio, acompañada por Alexis Valdés y Francine Gálvez en la noche de los domingos. 

## Formato
Espacio de tres horas de duración, combinaba conversaciones con personas anónimas con entrevistas a personajes famosos.

## Audiencias
Su estreno, con Rocío Jurado como única invitada, congregó una buena audiencia de 3.466.000 espectadores y un 26% de cuota de pantalla. Sin embargo el enfrentamiento directo contra Gran Hermano 2 rebajó a la mitad su audiencia con cuotas en los siguientes programas entre el 13% y el 15% de audiencia. Sus últimos invitados, tras seis programas emitidos, fueron Yurena, Lolita, Beatriz Carvajal, Eugenia Martínez de Irujo y Andrés Pajares en el mes de abril. El programa se despidió logrando una audiencia de 1.912.000 espectadores (16,6% share). Sus sustitutos en la parrilla de la cadena fueron la serie Manos a la obra y el cine clásico.
En unas declaraciones al periódico El País, Isabel Gemio se quejó de la supresión del espacio y del trato recibido por los directivos de Antena 3 alegando que "Me comunicaron la decisión por teléfono, pues yo estaba en Cuba" y "Me sorprendió mucho y reaccioné defendiéndome porque soy muy peleona". La periodista reconoció haber recibido "sugerencias para retocar el programa" pero subrayó que "mis escrúpulos no me permiten hacer ciertas cosas para ganar audiencia".
Con anterioridad, Isabel Gemio había presentado con gran éxito el programa Sorpresa, Sorpresa entre los años 1996 y 1998. Posteriormente a Noche y Día, presentó otros programas en la cadena como De buena mañana o Hay una carta para ti.